# چقابل (خرم‌آباد)
چقابل روستایی از توابع بخش بیرانوند شهرستان خرم‌آباد در استان لرستان ایران است.

## جمعیت
این روستا در دهستان بیرانوند شمالی قرار دارد و براساس سرشماری مرکز آمار ایران در سال ۱۳۸۵، جمعیت آن ۱۱۶ نفر (۲۶خانوار) بوده‌است.